# Таблица Сивцева
Таблица Сивцева — наиболее распространённая на территории бывшего СССР оптометрическая таблица, применяемая для проверки остроты зрения. Разработана в 1925 году советским офтальмологом Дмитрием Александровичем Сивцевым, учеником Сергея Селивановича Головина. Как правило, размещается совместно с таблицей Головина.

## Описание
В этой таблице содержатся строки печатных букв (всего 12 строк), размер букв уменьшается от строки к строке в направлении сверху вниз. Слева каждой строки указано расстояние {\displaystyle D} (в метрах), с которого их должен видеть человек с нормальным зрением (50 метров для верхнего ряда; 2,5 метра — для нижнего). Справа каждой строки указана величина {\displaystyle V} (в условных единицах) — это острота зрения при чтении букв с расстояния 5 метров (0,1 если глаз видит только верхний ряд; 2,0 — если виден нижний ряд). Нормальное зрение (1,0) — когда человек видит каждым глазом с расстояния 5 метров десятую строку. Стандартный размер буквенной части таблицы (без колец) 297 х 479 мм. В некоторых источниках утверждается, что при распечатке таблицы в формате А4, необходимо использовать таблицу с расстояния 2.5 метра.
Чтобы вычислить размер букв на определённой строке (с погрешностью примерно 1 миллиметр), надо 7 миллиметров разделить на величину V (значение на этой строке). Так, размер букв на верхней строке ({\displaystyle V=0,1}) будет 70 миллиметров; на нижней ({\displaystyle V=2,0}) — буквы размером 3,5 миллиметра.
При исследовании остроты зрения с другого расстояния (меньше 0,1 — если человек с 5 метров не распознаёт буквы верхнего ряда), проверяемого приближают к таблице и через каждые 0,5 метра спрашивают, пока он не назовёт правильно буквы верхнего ряда. Величина рассчитывается по формуле:
{\displaystyle V={\frac {d}{D}}}, где
- {\displaystyle V} — острота зрения;
- {\displaystyle d} — расстояние, с которого проводится исследование;
- {\displaystyle D} — расстояние, на котором нормальный глаз видит данный ряд.

Но лучше для определения остроты зрения меньше 0,1 с 5 метров использовать оптотипы Поляка.

## Интересные факты
- В таблице используются только 7 букв русского алфавита: Ш, Б, М, Н, К, Ы, И
- Условно принято считать, что глаз с остротой зрения 1,0 способен увидеть раздельно две далёкие точки, если угловое расстояние между ними равно одной угловой минуте (1⁄60 градуса). При расстоянии 5 метров это соответствует 1,45 миллиметра — таким должно быть расстояние между ближайшими палочками буквы «Ш» в десятой строке на проверочной таблице.
- При эмметропии точка ясного видения находится как бы в бесконечности. Для человеческого глаза бесконечность начинается на расстоянии 5 метров: при расположении предмета не ближе 5 метров на сетчатке глаза с эмметропией собираются параллельные лучи. Именно поэтому проверку остроты зрения осуществляют с такого расстояния.